# Isabel de Oviedo y Luján
Isabel de Oviedo y Luján   (Madrid, c. 22 de desembre de 1584 - valor desconegut), de nom religiós María Isabel de San Pablo, va ser una religiosa agustina recol·lecta castellana.
Nascuda a Madrid el 1584, va rebre el baptisme el 22 de desembre a la parròquia de Santiago. Era filla de Juan de Oviedo Sigonei, natural de Brussel·les i ajuda de cambra i grefier de Felip II de Castella, i de la madrilenya María de Luján, membre d'un antic llinatge de la vila.
Va prendre l'hàbit d'agustina recol·lecta al Reial Convent de Santa Isabel, situat en aquell moment al carrer del Príncipe, on va professar el 28 de febrer de 1605. Dedicada contínuament a la pregària, va ser una persona humil i caritativa al llarg de la seva vida, despertant l'admiració de la resta de la comunitat. Per les seves virtuts, Mariana de San José, la seva superiora, se la va endur per dur a terme la fundació del Reial Monestir de l'Encarnació, on Oviedo va col·laborar en l'organització de la comunitat. Acabada la tasca, va retornar a Santa Isabel.
Es desconeixen el lloc i la data de mort.